# 橋詰大樹
橋詰大樹（TAIKI）（はしづめたいき）は日本の振付演出家、プロダンサー。
株式会社コレオグラフィー代表取締役。HIPHOP INTERNATIONAL JAPAN代表。RAZARIS DANCE&FITNESS代表。
TVCMやミュージックビデオ振付を専門とし、斬新かつキャッチーな演出が特徴。
日本の広告と芸能の一端を担う振付師プロダクション【Choreography,inc.】を設立し、現在プロダンサーと振付師100名以上が在籍。
その他、多岐に渡るダンサー活動を展開。
- テレビコマーシャル、広告全般の振付及び演出
- タレント・モデルに対するポージング及びウォーキングの指導
- ダンススタジオの経営、管理及びコンサルティング事業
- ダンスインストラクターの養成、派遣
- ダンスイベントやコンテストの企画、開催、運営
- YouTubeチャンネル「DANCE OF BOØWY」の運営
- 小・中・高等学校等におけるダンス部や講演会等の実施
- モーションキャプチャーを利用したゲーム、アニメ、その他ＣＧ映像のダンス の振付業務

## 来歴・人物
北海道出身。中央大学文学部卒業。ストリートダンスサークルNAOKAN創設メンバー。中学高校教職免許（英語科）。HIPHOP INTERNATIONAL国際ジャッジ資格。
幼少期は音楽に親しみ、地元札幌のコンクールに定期的に参加し受賞経験多数。
大学卒業後、アメリカを中心に海外のHIPHOPダンスや様々なジャンルを学び、時代とともに流行り変移するダンスや振付けについて研究を重ねる。
日本のメディア振付では、これまでダンスに関わったことのない芸能タレントや歌手に振付を分かりやすくレクチャーすることを専門とし、メディア振付における初作品となった湘南乃風『睡蓮花』ではアーティスト本人も振付を実演。
バンドSCANDALは楽器を演奏しながらにもかかわらずMVで振付を実演し話題となる。
ゲームソフト『ダンスエボリューション』の振付けでは、東京ゲームショーにおいて優勝となるフューチャー賞を獲得。
ステージ演出・所作指導を担当したモデル 西内まりやは、その曲で日本レコード大賞新人賞および最優秀新人賞を受賞。
個人活動においては、民間のダンスチーム【Smoothie】のメンバーとして、世界最大のストリートダンス大会「HIPHOP INTERNATIONAL」の日本代表にこれまで３回選出、世界４８カ国中８位の自己ベスト記録と審査員コース修了証書をサンディエゴで獲得。
2021年HIPHOP INTERNATIONAL国際審査員資格を取得し、2024年HIPHOP INTERNATIONAL JAPANのディレクターライセンスを初代佐々木恵美子氏より継承し、代表に就任。

## 振付

### CM
Agデオドラントスプレー
防衛省2024年自衛官募集
ツヴァイ(王林)
西原商会
docomo Galaxy『Smart Switch』Web動画　ダンスディレクション
KOKUYO『UPTIS ing』
レイクALSA
SEA BREEZE
YAMAHA
ふるさと納税
LOFT HELLOWEEN 店内CM
カルビー『じゃがりこ』
ダスキン50周年　ミュージカルCM
SoftBank『キラキラダンス編』
HONDA インドネシアCM
マイクロトレンド『ウィルスバスター2010』
キャラコ　マッサージチェア
マルハン
パチンコ　ロデオガールズ
花王『ハミングフレア』
ロート製薬『リフレア』
JAF『僕と彼女のJAF物語』
日本ガラス瓶協会
NISSEY『ルフィーへの手紙』
アフラック　社内ビデオ
ケンタッキーフライドチキン『夏祭りパック』
モッズヘア『スタイリングファクトリー』WEB
ディズニー＠ホーム
仙台市事業　せんだいE-Action
でんぱ組『ファントムオブキル』
SCANDAL『ブルボンフェットチーネグミ』
中田英寿監修『AXE BLACK LABEL』
AKB48『WONDA』
安室奈美恵『ヴィダルサスーン』
藤原紀香『ゼスプリゴールドキウイ』
水原希子『資生堂ザ・コラーゲン高美活パウダー』
玉木宏『クロレッツ ミントタブ～ガムじゃない編～』
板野友美『カーと言えばｇｏｏ』
佐々木希『AMO's Style』
小林星蘭『日本生命セ・パ交流戦』
木下優樹菜『AEON2009水着、浴衣』
中川翔子『不二家LOOKチョコ』
東幹久『メンズビゲン』
吉高由里子『トリスハイボール』WEB

### アーティスト関連
Aimer『オアイコ』『Deep Down』MV
Tani Yuuki『ワンダーランド』『運命』MV
WEST.『セラヴィ』MV
アイナ・ジ・エンド『誰誰誰』MV
沢尻エリカ『Treasure』GIRLS AWARD
西内まりや『LOVE EVOLUTION』TV/LIVE
シシドカフカ『バネのうた』MV
浜崎あゆみ LOVE AGAIN『Melody』MV
湘南乃風『睡蓮花』MV/TV
MINMI『シャナナ』『アベマリア』MV/TV
井上苑子『近づく恋』MV
降幡愛『AXIOM』MV
SEXY ZONE『麒麟の子』MV
SCANDAL『少女S』『PRIDE』『夢見る翼』『LOVE SURVIVE』『ハルカ』『スキャンダルなんかぶっとばせ』『KOSHI TAN TAN』PV
ソナーポケット『MY HONEY』MV
MAN WITH A MISSION MV/CM
moumoon『I'm Scarlet』MV
藤井リナ『BRIGHT LIKE LIGHT』『RAINBOW』LIVE
松平健『星空のハネムーン』MV
スピッツ『群青』MV（VMCビデオアワード受賞）
森山直太朗『遠い渚のラブソング』LIVE
TUBE feat.伊藤由奈『SUMMER DREAM』TV
IKKO『どんだけ～の法則』MV/TV/LIVE
バニラビーンズ『UME』MV
ジュリーwithワイルドワンズ『渚でシャララ』MV/TV
HOWL BE QUIET『Daily Darling』MV
橋本江莉果『I KNOW』MV
黒崎真音『ハーモナイズクローバー』MV
竹中絵里『傘』MV
Ray『楽園PROJECT』MV
高橋真理子コンサートツアー 2011～2013 LIVE
メガマソ　feat.IZAM『すみれ September Love』MV
大島麻衣『Second Lady』TV
大沢伸一『OUR SONG』MV(大石参月)
ON/OFF『BUTTERFLY』LIVE

### 映画・ドラマ
『ジョバンニの島』モーションキャプチャー ダンス振付　
『ルー・ガルー』
『環境超人エコガインダー』（キッズステーション）
『南くんの恋人』ダンスシーン振付、タレント所作指導

### その他
World HipHop Dance Championship(USA)日本代表振付
ZOZO CAMP2019[ZOZO TOWN主催]ダンス演出
KONAMI『ダンスエボリューション』モーションキャプチャー ダンス振付
ホリプロスカウトキャラバン
HEELYS DANCE TEAM (avex)
a-nation/dance nation 振付・演出
スマホアプリ『グッピーヘルスケア』振付・出演
LEVEL SEVEN CLOTHINGダンス・アンバサダー
GUERLAIN 香水 リーリースパーティー
くわばたおはら『MCハマー パチスロムービー』
MUSIC STATION
HEY!HEY!HEY!
CDTV
うたばん
SMAP×SMAP
BF会議（アメブロ×テレビ朝日）
RAVE2001
他

### ショーケース出演・講演会・ワークショップ
ビヨンセ(当時：Destiny's Child)オフィシャルイベント出演
ASHANTI JAPAN TOUR オープニングアクトダンサー
ロサンゼルス(USA)『CARNIVAL』ゲスト出演
ミルウォーキー(USA)『ASIAN MOON FESTIVAL』ゲスト出演
広州×パリ友好ダンスイベント(中国) ゲスト出演
フランクフルト『マインフェスティバル』（ドイツ）ゲスト出演
a-nation(味の素スタジアム)出演
Show!国際音楽・ダンス・エンタテイメント専門学校講演
And we!!北広島ワークショップ
RHYTHM MONSTER SPECIAL GUEST

### ダンスコンテスト 振付受賞歴
HIPHOP INTERNATIONAL JAPAN優勝、その他、当大会受賞回数10回(準決勝記録世界第2位)
「EGAO MUSIC FESTA 2019」ティーンズコンテスト部門優勝
芸王グランプリ 東京北部大会優勝 北関東大会優勝
埼玉アリーナ主催ダンスコンテスト全部門総合優勝
サイタマカップ2019 優勝
TOKYO DANCE COLLECTION優勝
JAM1グランプリ優勝
日本高校ダンス部選手権東京都第1位（全国9位）
POLYTECHNICSダンスコンテスト準優勝
GOLDEN EGGダンスコンテスト準優勝
関東大学ダンス連盟Σ夏コンテスト準優勝
REAL-ONEダンスコンテスト特別賞
中野ZEROダンスコンテスト オーディエンス賞